# Deutscher Holzarbeiterverband

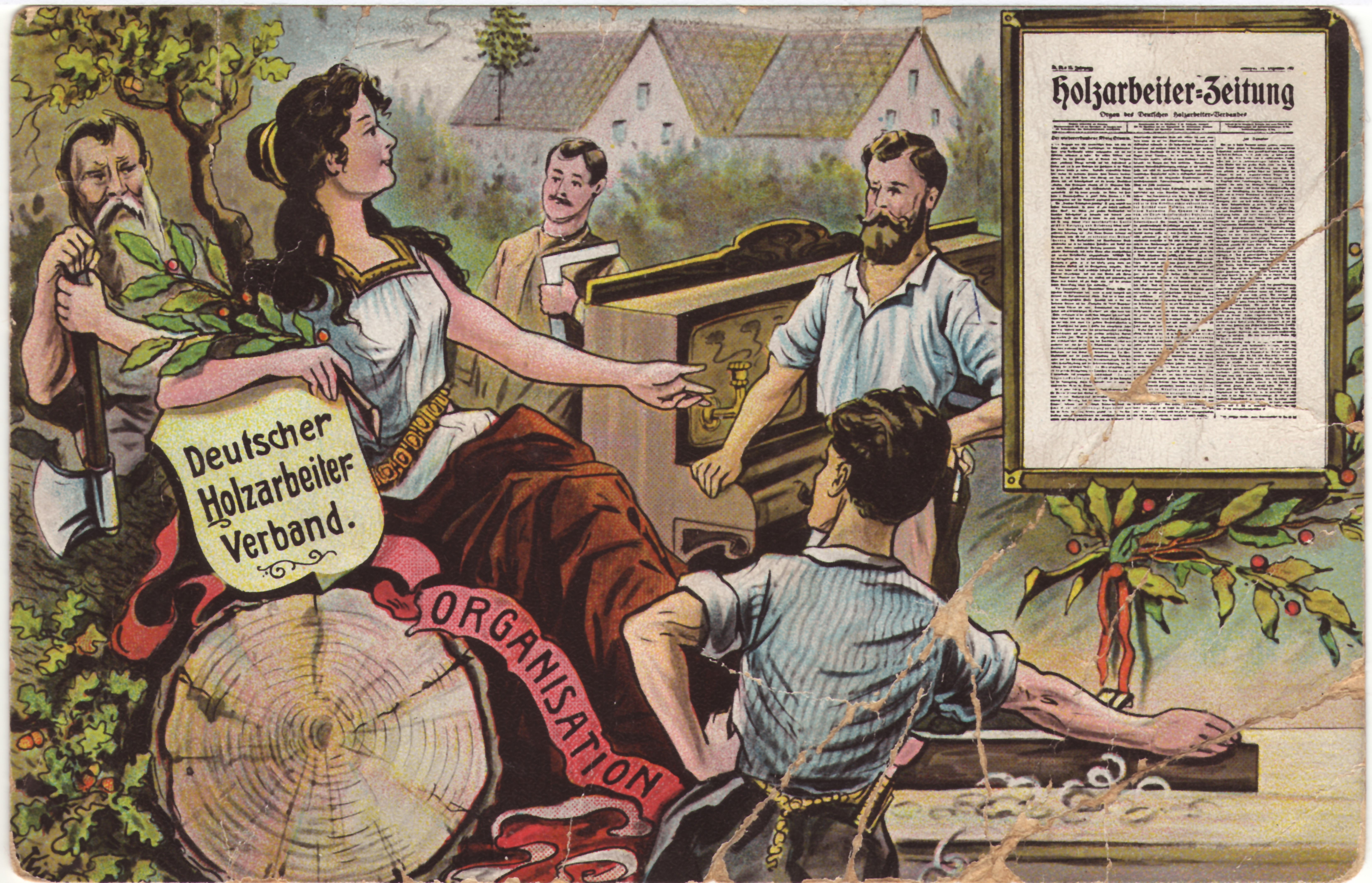
Werbekarte des Deutschen Holzarbeiterverbandes aus der Zeit um 1900

Der Deutsche Holzarbeiterverband war eine zum 1. Juli 1893 gegründete freie Gewerkschaft, die bis zur Zerschlagung der Gewerkschaften 1933 bestand.

## Vorläufer
Erste Anfänge eines gewerkschaftlichen Zusammenschlusses der Holzarbeiter gab es 1868. Auf dem von Johann Baptist von Schweitzer und Friedrich Wilhelm Fritzsche einberufenen allgemeinen Arbeiterkongress wurde damals auch eine Gewerkschaft der Holzarbeiter gegründet. Ihr Vorsitzender wurde Theodor York. Sie umfasste bereits alle Zweige des holzverarbeitenden Gewerbes. Durch den Ausbruch des Deutsch-Französischen Krieges und dem Streit zwischen dem ADAV und der SDAP innerhalb der Arbeiterbewegung wurde die Entwicklung behindert.
York gehörte seit 1869 zur SDAP und daraufhin gründeten die Anhänger des ADAV 1872 den Allgemeinen Deutschen Tischler-Verein. Dieser war indes nur eine Berufsorganisation für die Tischler beziehungsweise Schreiner. Nach der Vereinigung der beiden Richtungen der sozialdemokratischen Arbeiterbewegung schlossen sich die beiden Holzarbeiterorganisationen 1876 zum Bund der Tischler und verwandten Berufsgenossen zusammen. Nach dem Erlass des Sozialistengesetzes wurde diese Organisation verboten.
Auf lokaler Ebene bestanden danach Fachvereine, die sich 1884 zum Verband von Vereinen der Tischler und verwandter Berufsgenossen zusammenschlossen. Daraus ging 1887 der Deutsche Tischler-Verband hervor. Sitz des Verbandes war Stuttgart. Ihr Vorsitzender war Karl Kloß. Der Organisation gehörten 1884 4152 und 1893 18685 Mitglieder an. Auch unter den Drechslern gründete sich nach einem ersten Ansatz 1877 im Jahr 1887 mit der Vereinigung der Drechsler ein Verband mit Sitz in Hamburg. Ihr Vorsitzender war zunächst Karl Legien und seit 1891 Theodor Leipart. Im Jahr 1885 wurde die Vereinigung deutscher Stellmacher gegründet. Bereits ein Jahr zuvor hatte sich der Unterstützungsverein der Bürsten- und Pinselmacher gegründet. Dieser vereinigte sich 1892 mit einem konkurrierenden Verband zum Zentralverband der Arbeiter und Arbeiterinnen der Bürsten- und Pinselindustrie Deutschlands.

## Struktur
Die genannten größeren Organisationen schlossen sich 1893 zum Deutschen Holzarbeiterverband zusammen. Insgesamt waren auf dem Gründungskongress vom 4. bis 7. April in Kassel etwa 10 Organisationen vertreten, davon blieben einige aber zunächst oder auf Dauer der zentralen Industriegewerkschaft der Holzarbeiter fern. Ab 1. Juli 1893 nahm der Verband seine Tätigkeit auf. Vorsitzender wurden Karl Kloß und sein Stellvertreter Theodor Leipart. Nach dem Tod von Kloß wurde Leipart im Jahr 1908 der 1. Vorsitzender.
Bis 1908 hatte der Verband seinen Sitz in Stuttgart und seither in Berlin. Dort hatte die Gewerkschaft seit 1913 ein Verbandshaus. Dem Verband schlossen sich später weitere Berufsverbände wie die der Korbmacher (1896), die der Maschinenarbeiter und die Korkarbeiter (1899), die der Vergolder (1906), die der Schirrmacher (1910) und schließlich die der Bildhauer (1919) an. Neben den Beschäftigten der zum Holz- und Schnitzstoffgewerbes gezählten Gewerbes kamen verwandte Berufe wie die der Musikinstrumentenarbeiter, Wagen- und Bootsbauer oder Holzspielwarenarbeiter hinzu.

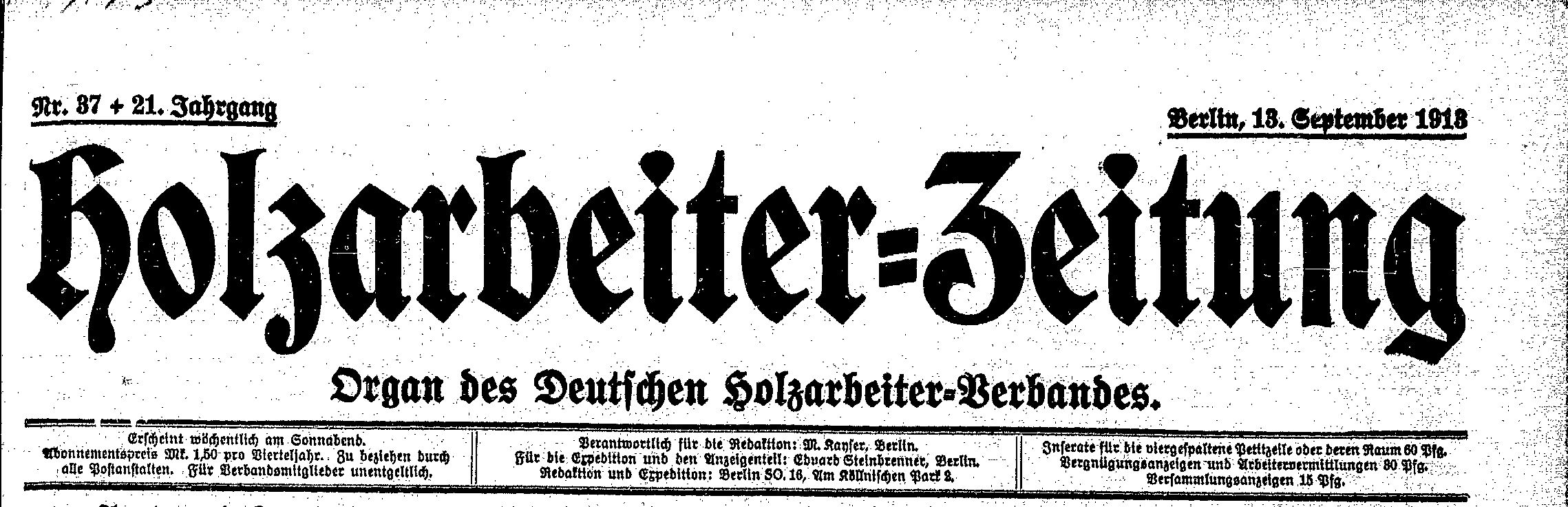
Titel der Holzarbeiter-Zeitung aus dem Jahr 1913

Während der Weimarer Republik untergliederte sich die Gewerkschaft regional in 15 Gaue mit jeweils zwei besoldeten Gauvorstehern. Darunter gab es weitere Untergliederungen bis zur Ortsebene.
Holzarbeiter-Zeitung als Verbandsorgan
Der Verband gab mit der Holzarbeiter-Zeitung ein wöchentlich erscheinendes Mitgliederorgan heraus und verfügte über einen eigenen Verlag. Die Zeitung erschien erstmals im Jahr 1893 mit 26 Ausgaben und zuletzt im Jahr 1933 mit 51 Ausgaben. Die Bibliothek der Friedrich-Ebert-Stiftung hat sie digitalisiert ins Netz gestellt.

## Mitgliederentwicklung
Der Verband hatte einen organisatorischen Schwerpunkt in Württemberg, Bayern und Hessen, wo es eine große Zahl holzverarbeitender Betriebe gab. Im Jahr 1893 hatte der Verband 22745 Mitglieder. Die mit Abstand meisten waren Tischler (19400) gefolgt von den Drechslern (1957), den Bürstenmachern (938) und den Stellmachern (450). Anfangs verfügte die Gewerkschaft über 356 Verwaltungsstellen. Ihre Zahl stieg bis 1913 auf 880 an. Die Zahl der Mitglieder stieg auf 193.075. Die kriegsbedingten Mitgliederverluste waren 1918 noch nicht völlig überwunden. Die Zahl der Verwaltungsstellen lag bei 781 und die der Mitglieder bei 168.385. Im Jahr 1919 stieg die Zahl der Mitglieder stark auf 361.054 an. Der Höchststand war 1922 mit 434.843 Mitgliedern in 1376 Verwaltungsstellen erreicht. Als Folge der Hochinflation und der folgenden Krisen sank die Zahl bis 1924 auf 284.742 ab. Bis zum Vorabend der Weltwirtschaftskrise 1929 stiegen die Zahlen wieder auf 315.155 an. Weiterhin machten die Tischler die mit Abstand größte Berufsgruppe mit 156.189 Mitgliedern im Jahr 1929 aus.

## Vorsitzende
- 1893–1908: Karl Kloß
- 1908–1919: Theodor Leipart
- 1919–1920: Adam Neumann
- 1920–1933: Fritz Tarnow